# Goodison Park
Goodison Park là một sân vận động bóng đá ở Walton, Liverpool, Anh. Đây là sân nhà của câu lạc bộ Premier League Everton F.C. kể từ khi hoàn thành vào năm 1892. Nằm trong một khu dân cư gần đường sắt và dịch vụ xe buýt, cách trung tâm thành phố Liverpool hai dặm (3 km) về phía bắc, đây là sân vận động toàn chỗ ngồi với sức chứa 39.414 người.
Vì Everton chỉ không đá giải hạng nhất trong bốn mùa giải, Goodison Park đã tổ chức nhiều trận đấu đỉnh cao hơn bất kỳ sân vận động nào khác ở Anh (câu lạc bộ bị xuống hạng vào các năm 1930 và 1951). Sân vận động này cũng là địa điểm diễn ra trận chung kết Cúp FA và nhiều trận đấu quốc tế, bao gồm cả trận bán kết ở World Cup 1966.